# Basilique du Sacré-Cœur (Parijs)
De basilique du Sacré-Cœur (Nederlands: Heilig-Hartbasiliek) is een basiliek in Parijs. Zij ligt op de heuvel Montmartre in het 18e arrondissement in Parijs en is gewijd aan de Heilig Hartverering.
De kerk valt vooral op door haar fel witte uiterlijk, en prominente ligging op een heuvel. Om bij de kerk te komen, kan men 237 treden klimmen of de Funiculaire de Montmartre (kabelbaan) nemen. Boven aangekomen heeft men uitzicht over een groot deel van Parijs.
De Sacré-Cœur is geheel opgetrokken uit travertijn, een vrij zachte (en enigszins poreuze) steensoort, afkomstig uit het Franse departement Seine-et-Marne. Travertijn is kalksteen en produceert bij regen een wit kalklaagje aan de buitenkant, waardoor de basiliek zeer wit van kleur blijft, ondanks het vuil en het roet van de stad. Tegen zure regen is travertijn minder goed bestand.

## Bouw
De aanleiding voor de bouw van de Sacré-Cœur waren de 58.000 doden die vielen in de Frans-Duitse Oorlog van 1870-1871. Ter herdenking van deze slachtoffers besloten de Franse katholieken een grote basiliek op de Montmartre te laten plaatsen. Eerst zou voor de bouwkosten een nationale inzameling worden gehouden, maar later besloot het Franse parlement dat het project een staatsaangelegenheid zou worden, dat door de staat zou worden betaald. De eerste steen werd in 1875 gelegd, de bouw duurde tot 1914. De totale bouwkosten bedroegen 40 miljoen Franse frank. Pas na de Eerste Wereldoorlog, op 16 oktober 1919, werd de kerk ingewijd. Zij werd gewijd aan het Heilig Hart van Jezus.
De architect van de oorspronkelijke plannen was Paul Abadie. Toen deze stierf in 1884, was de immense fundering al gereed. Het werk werd voortgezet door Honoré Daumet, Charles Laisné, Henri-Pierre Rauline, Charles Garnier, Lucien Magne en Jean-Louis Hulot. Lucien Magne was de architect die de 84 meter hoge klokkentoren toevoegde.
De bouw van de Sacré-Cœur verliep niet gemakkelijk. Het leggen van de fundering was al een ingewikkeld project. Om de ondergrond te verstevigen werden 83 putten van 45 meter diep gegraven. Ze werden vervolgens volgestort met stenen en met ondergrondse bogen aan elkaar verbonden. Ook het plaatsen van de luidklok was geen gemakkelijke opgave. De klok weegt 19 ton en is een van de grootste en zwaarste luidklokken ter wereld. Er waren 28 paarden nodig om de kar met de klok tegen de Montmartreheuvel op te trekken en het kostte de nodige moeite om de klok in de klokkentoren te plaatsen.
De architecten Abadie en Magne hebben verschillende bouwstijlen gebruikt, waaronder de romaanse en de Byzantijnse bouwstijl. Als bouwmateriaal is travertijn gebruikt. Doordat dit voortdurend calcium uitstoot heeft de luchtvervuiling van Parijs weinig vat op het witte uiterlijk van de kerk.
Van binnen is de kerk rijk versierd met schilderijen en beeldhouwwerken. Men kan ook afdalen naar de crypte. In de kerk bevindt zich het mozaïek Christus in majesteit, een van 's werelds grootste afbeeldingen van Jezus. De sacristie aan de oostzijde van de kerk is de op een na grootste van de wereld.

## Orgels in de kerk
In de kerk bevinden zich 2 orgels: het hoofdorgel van Cavaillé-Coll en het koororgel van Mutin. Het hoofdorgel werd in 1898 gebouwd voor de 'chateau de musique' van baron de L'Espee in Biarritz. Hij gebruikte dit orgel om voornamelijk Wagner op te spelen. In 1905 verkocht de baron dit indrukwekkende orgel aan Mutin. Hij plaatste het orgel in 1913 in deze kerk. Momenteel is nog 70% Cavaillé-Coll pijpwerk aanwezig in het orgel.

## Rol in Franse Katholieke Kerk
In antwoord op de vragen van de Franse bisschoppen promulgeerde paus Pius IX in 1856 het feest van het Heilig Hart van Christus. De basiliek speelde in de verdere verspreiding van deze devotie een belangrijke rol.
Sinds 1885 (voor de voltooiing van de basiliek) staat het Heilig Sacrament (een geconsacreerde hostie die overeenkomstig de katholieke leer het lichaam van Christus wordt) onafgebroken uitgestald in een monstrans op het hoogaltaar. De eeuwigdurende aanbidding van het Heilig Sacrament vindt sinds 1885 onafgebroken plaats. Hierdoor worden toeristen en andere bezoekers gevraagd zich tijdens hun bezoek voldoende eerbiedig te kleden en stilte in acht te nemen, ten einde zo de bedevaarders die vanuit de ganse wereld komen bidden niet te storen.

## Afbeeldingen

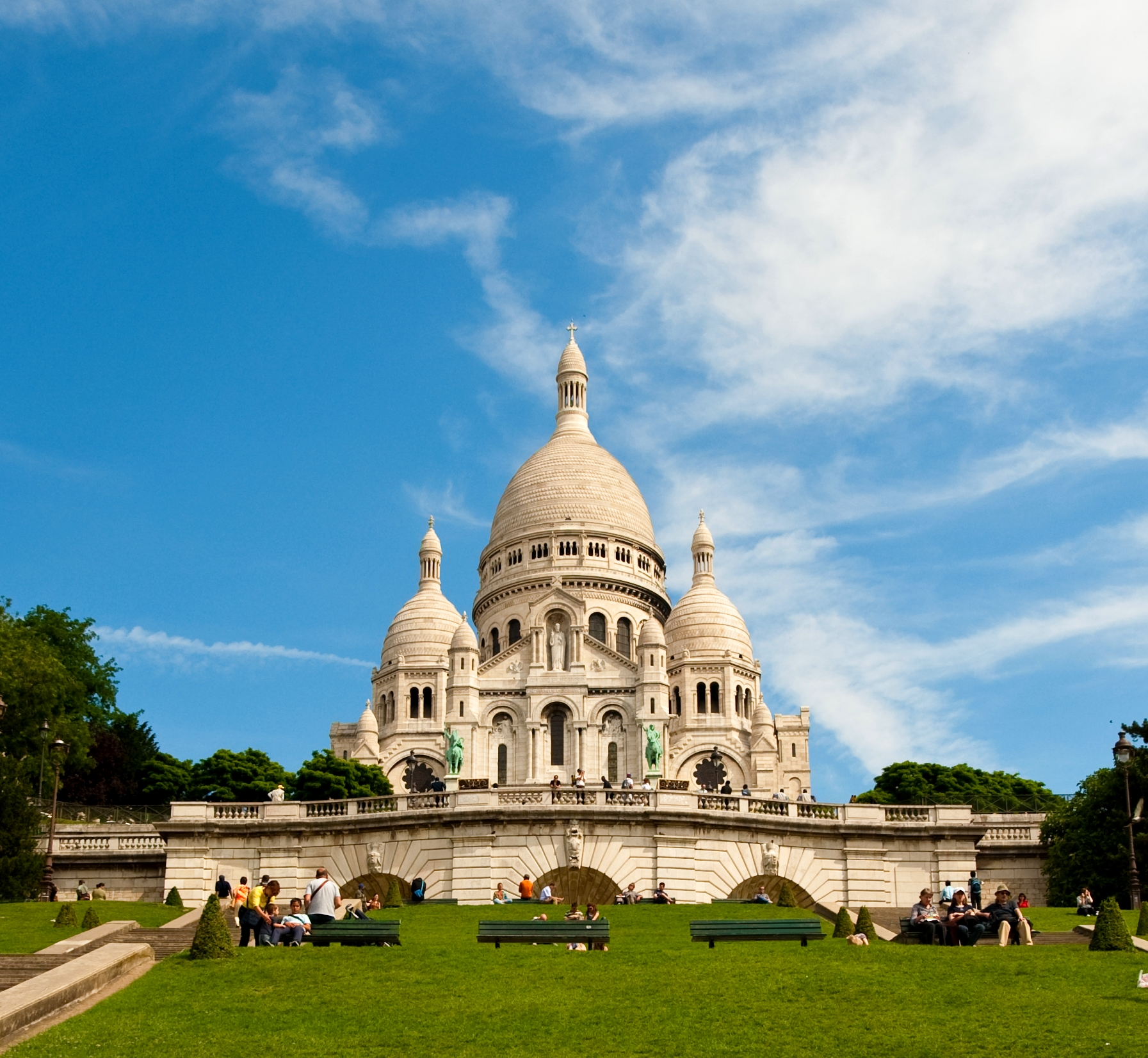
De Sacré-Cœur
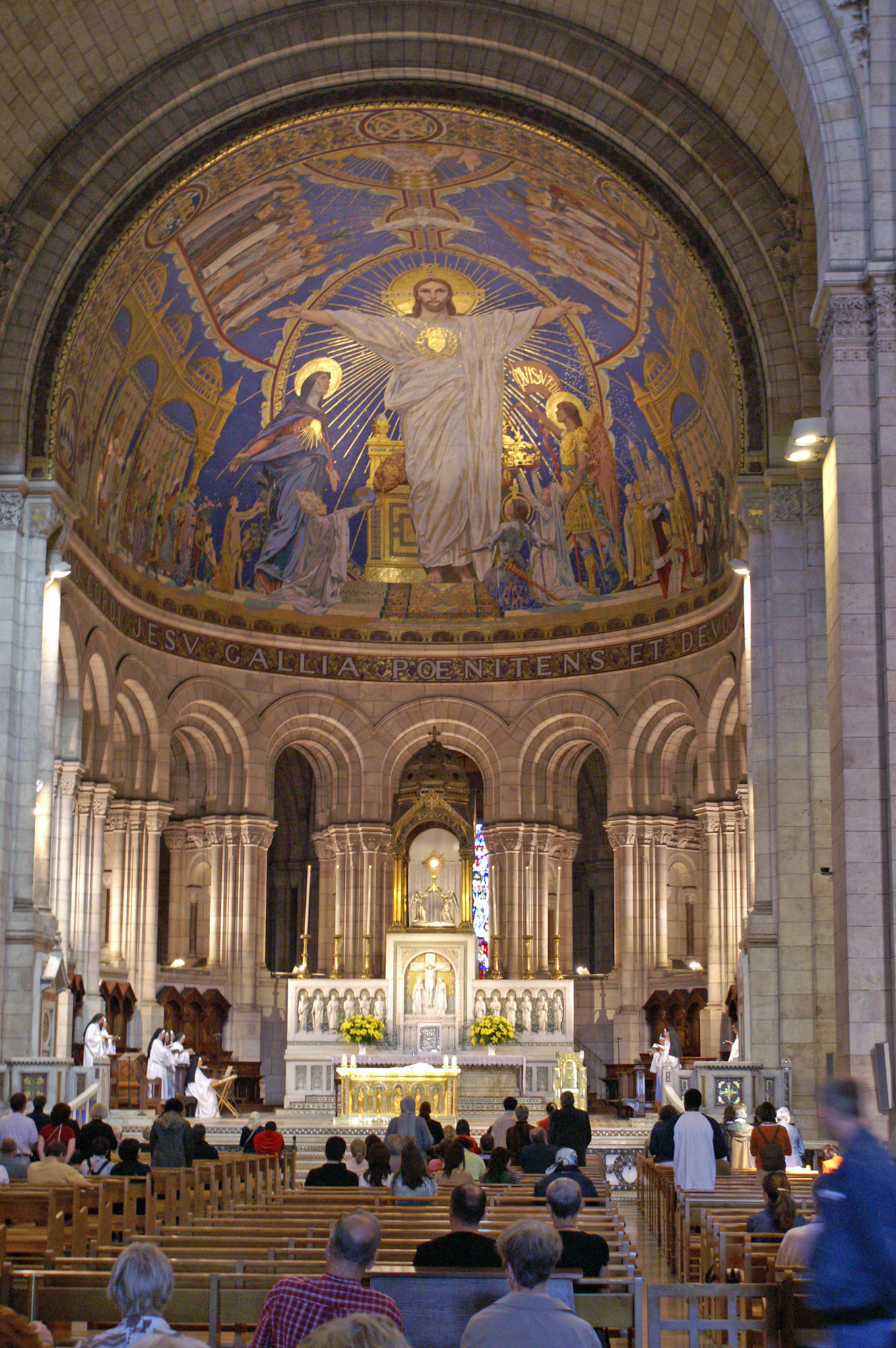
Binnenkant
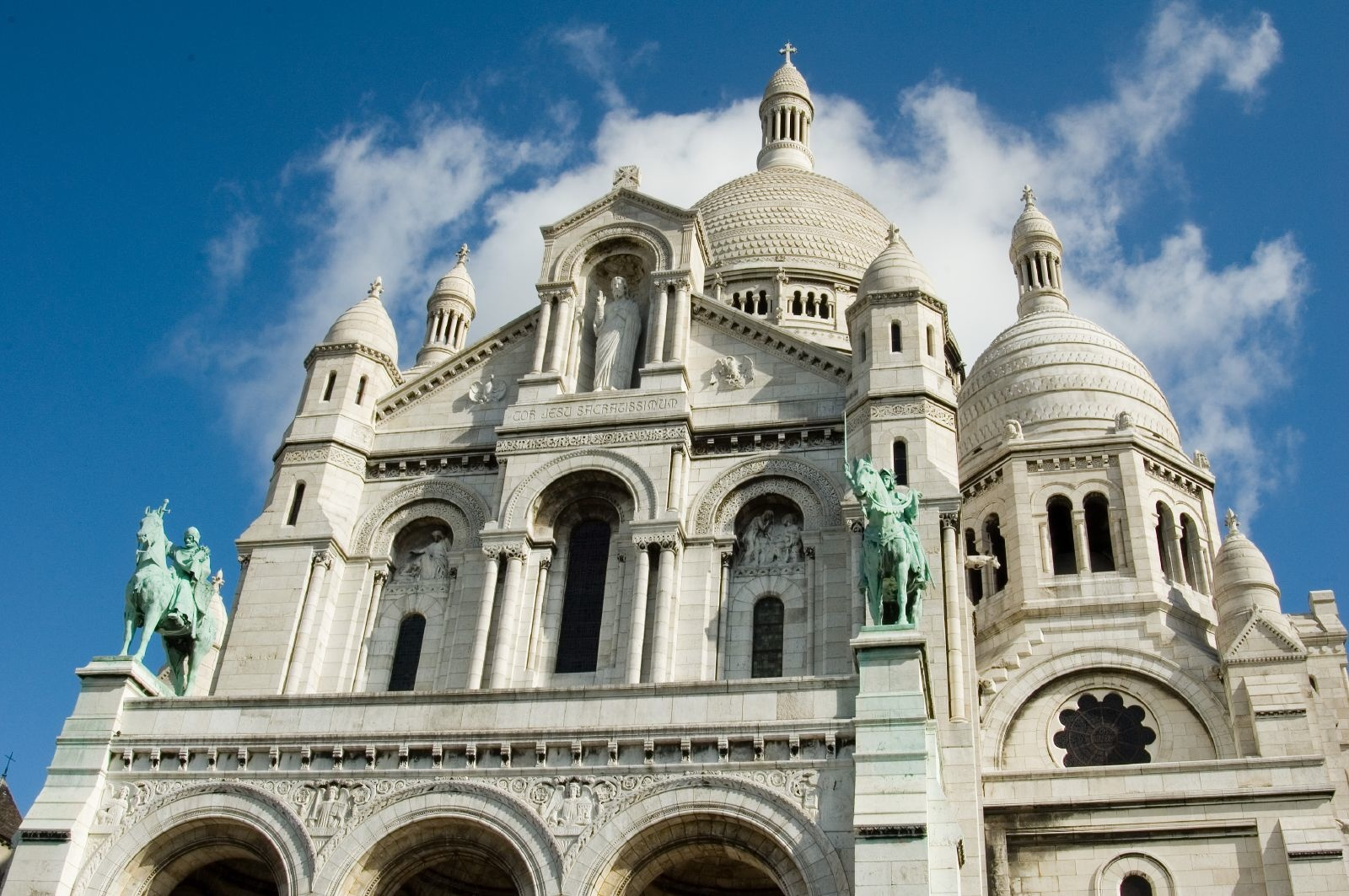
Details van de Sacré-Cœur
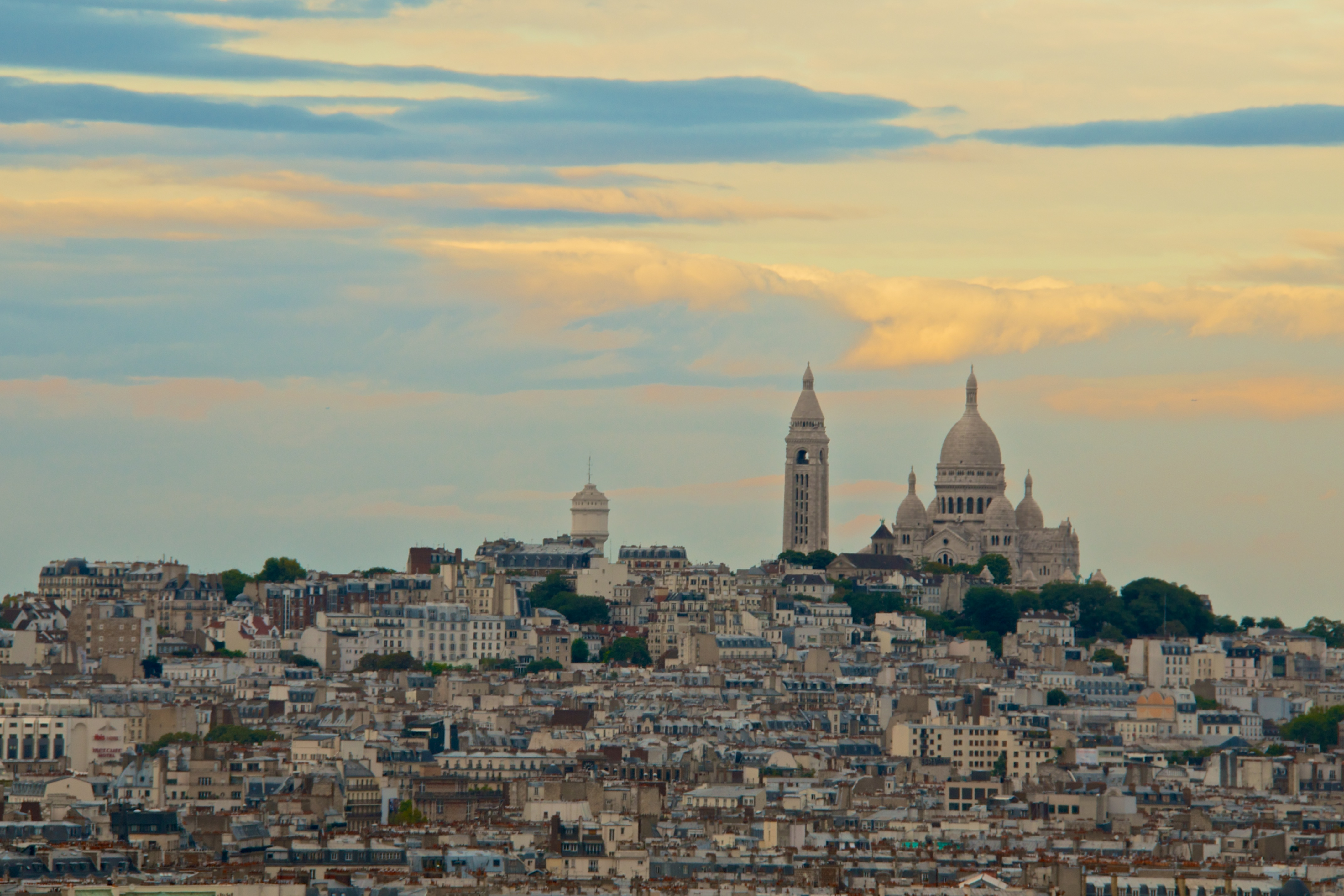
Sacré-Cœur gezien vanuit de Arc de Triomphe